# Goslarer SC
El Goslarer SC 08 es un equipo de fútbol de Alemania que juega en la Landesliga Braunschweig, una de las ligas que conforman la sexta división de fútbol en el país.

## Historia
Fue fundado en el año 1908 en la ciudad de Goslar, en Baja Sajonia y cuenta también con representación en otros deportes como atletismo, arquería y hockey, aunque su sección de fútbol inició en competiciones de Alemania en 1911.
Jugaron en sus primeros años en la Kreisliga Südkreis-Group 1, enfrentado a equipos como Hannover 96 y Eintracht Braunschweig, teniendo participaciones discretas, donde su última participación en la máxima categoría fue en la Gauliga de 1933 a 1943, fracasando en avanzar a las fases finales en 2 ocasiones.
Al finalizar la Segunda Guerra Mundial, cambiaron su nombre por el de TSV Goslar e ingresaron a la Landesliga Niedersachsen-Braunschweig en 1947.
En el año 2003 se fusionaron con el SV Sudmerberg para llamarse Goslarer SC 08 Sudmerberg, aunque el término Sudmerberg está en desuso.
Luego de descender de la Regionalliga Nord en la temporada 2015/16, el club debía jugar en la Oberliga Niedersaschen, pero les fue negado el permiso para competir en ella y fueron relegados a la sexta categoría.

## Palmarés
- Niedersachsenliga: 1 (V)

2012
- Oberliga Niedersachsen-Ost: 1 (V)

2009
- Bezirksoberliga Braunschweig: 2 (VI)

2005, 2008

## Temporadas recientes
Estas son las temporadas jugadas desde 1999:
| Temporada | Liga                           | División | Posición |
| 1999–2000 | Verbandsliga Niedersachsen-Ost | V        | 3º       |
| 2000–01   | Verbandsliga Niedersachsen-Ost | V        | 8º       |
| 2001–02   | Verbandsliga Niedersachsen-Ost | V        | 3º       |
| 2002–03   | Verbandsliga Niedersachsen-Ost | V        | 12º      |
| 2003–04   | Verbandsliga Niedersachsen-Ost | V        | 13º ↓    |
| 2004–05   | Bezirksoberliga Braunschweig   | VI       | 1º ↑     |
| 2005–06   | Verbandsliga Niedersachsen-Ost | V        | 10º      |
| 2006–07   | Verbandsliga Niedersachsen-Ost | V        | 15º ↓    |
| 2007–08   | Bezirksoberliga Braunschweig   | VI       | 1º ↑     |
| 2008–09   | Oberliga Niedersachsen-Ost     | V        | 1º ↑     |
| 2009–10   | Regionalliga Nord              | IV       | 18º ↓    |
| 2010–11   | Oberliga Niedersachsen         | V        | 7º       |
| 2011–12   | Oberliga Niedersachsen         | V        | 1º ↑     |
| 2012–13   | Regionalliga Nord              | IV       | 8º       |
| 2013–14   | Regionalliga Nord              | IV       |          |

- Con la introducción de las Regionalligas en 1994 y de la 3. Liga en 2008 como el nuevo tercer nivel por debajo de la 2. Bundesliga, todas las ligas bajaron un nivel.

## Jugadores destacados
- Mazan Moslehe
- Mourad Bounoua
- Aaron Hunt
- Reinhard Roder
- Werner Thamm